# هنریک ساهاکیان
هنریک آرمنی ساهاکیان (ارمنی: Հենրիկ Արմենի Սահակյան؛ زادهٔ ۲۵ نوامبر ۱۹۳۲) یک  سیاستمدار اهل ارمنستان است که از تاریخ ۱۹۹۰ تا تاریخ ۱۹۹۵ سمت نمایندگی دوره اول شورای عالی جمهوری ارمنستان را برعهده داشت.

## زندگی‌نامه
در 	۲۵ نوامبر ۱۹۳۲ ‏در ارمنستان به دنیا آمد . 